# Drinnen – Im Internet sind alle gleich
Drinnen – Im Internet sind alle gleich ist eine mit dem Grimme-Preis ausgezeichnete deutsche Instant-Comedyserie, die von ZDFneo und in der ZDFmediathek ausgestrahlt wird. Die erste der insgesamt 15 Folgen wurde am 3. April 2020 veröffentlicht.

## Handlung
Charlotte Thielemann lebt in Berlin, arbeitet bei einer Werbeagentur und hat einen Mann und zwei Kinder. Als sie gerade die Scheidung von ihrem Mann und die Kündigung ihres Jobs plant, bricht die COVID-19-Pandemie in Deutschland aus. Jetzt muss sie ihre Arbeit in Telearbeit erledigen und hat Angst, ihre Chefin mit SARS-CoV-2 angesteckt zu haben. Währenddessen ist ihr Mann Markus noch mit den Kindern in Brandenburg.

## Besetzung
| Schauspieler             | Rolle                | Hauptrolle (Folgen) | Nebenrolle (Folgen) |
| ------------------------ | -------------------- | ------------------- | ------------------- |
| Lavinia Wilson           | Charlotte Thielemann | 1.01–1.15           |                     |
| Barnaby Metschurat       | Markus               |                     | 1.01–1.15           |
| Nadja Becker             | Lisa                 |                     | 1.01–1.15           |
| Johanna Gastdorf         | Veronica Winkler     |                     | 1.01–1.02           |
| Serkan Kaya              | Karim                |                     | 1.01–1.09           |
| Jana Pallaske            | Constanze            |                     | 1.02–1.15           |
| Victoria Trauttmansdorff | Ulrike Thielemann    |                     | 1.03–1.15           |
| Wolf-Dietrich Sprenger   | Bernd Thielemann     |                     | 1.03–1.15           |
| Julika Jenkins           | Jana Burmeister      |                     | 1.03–1.14           |
| Arnd Klawitter           | Matthias             |                     | 1.03–1.14           |
| Anna-Lena Klenke         | Clara                |                     | 1.08–1.15           |

In Episodenrollen sind zudem Piet Fuchs, Sebastian Schwarz, René Michaelsen, Peter Trabner und Matt Edwards zu sehen.

## Produktion und Ausstrahlung
Die Serie entstand kurz nach Ausbruch der COVID-19-Pandemie in Deutschland und als Reaktion darauf. Sämtliche Beteiligte arbeiteten aufgrund des geltenden Kontaktverbots von zu Hause aus:

„[…]  Die Schauspieler*innen arbeiten zu Hause, die Regisseur*innen inszenieren per Videokonferenz, die Autor*innen sind im Homeoffice, die Produzent*innen und die Redakteur*innen ebenso. Wie fast alle gerade. Besondere Zeiten erfordern außergewöhnliche Produktionsweisen […].“

Hauptdarstellerin Lavinia Wilson etwa war daher zusätzlich für Maske, Kostüm, Requisite, Licht und Kamera verantwortlich.
Ab dem 3. April 2020 wurde in der Regel werktags um 20 Uhr eine neue Folge in der ZDFmediathek veröffentlicht. ZDFneo zeigte dienstags wöchentliche Zusammenfassungen, beginnend ab dem 7. April 2020.

## Episodenliste
| Nr. | Originaltitel                   | Erstausstrahlung D | Regie                 | Drehbuch                                                   |
| --- | ------------------------------- | ------------------ | --------------------- | ---------------------------------------------------------- |
| 1   | Homeoffice                      | 3. Apr. 2020       | Lutz Heineking junior | Max Bierhals, Tarkan Bagci, Giulia Becker, Patrick Stenzel |
| 2   | Du regelst das schon, Charlotte | 6. Apr. 2020       | Lutz Heineking junior | Max Bierhals, Tarkan Bagci, Giulia Becker, Patrick Stenzel |
| 3   | Das Katapult                    | 7. Apr. 2020       | Lutz Heineking junior | Max Bierhals, Tarkan Bagci, Giulia Becker, Patrick Stenzel |
| 4   | Die Thielemännchens             | 8. Apr. 2020       | Lutz Heineking junior | Max Bierhals, Tarkan Bagci, Giulia Becker, Patrick Stenzel |
| 5   | Sexy-Zeit                       | 9. Apr. 2020       | Lutz Heineking junior | Max Bierhals, Tarkan Bagci, Giulia Becker, Patrick Stenzel |
| 6   | Still Standing                  | 10. Apr. 2020      | Lutz Heineking junior | Max Bierhals, Tarkan Bagci, Giulia Becker, Patrick Stenzel |
| 7   | Ostermontag                     | 13. Apr. 2020      | Lutz Heineking junior | Max Bierhals, Tarkan Bagci, Giulia Becker, Patrick Stenzel |
| 8   | FICK DICH                       | 16. Apr. 2020      | Lutz Heineking junior | Max Bierhals, Tarkan Bagci, Giulia Becker, Patrick Stenzel |
| 9   | Jesus liebt mich mehr als dich  | 17. Apr. 2020      | Lutz Heineking junior | Max Bierhals, Tarkan Bagci, Giulia Becker, Patrick Stenzel |
| 10  | Zorbing Ball                    | 20. Apr. 2020      | Lutz Heineking junior | Max Bierhals, Tarkan Bagci, Giulia Becker, Patrick Stenzel |
| 11  | Der letzte Tag der Quarantäne   | 21. Apr. 2020      | Lutz Heineking junior | Max Bierhals, Tarkan Bagci, Giulia Becker, Patrick Stenzel |
| 12  | Otter gone wild                 | 22. Apr. 2020      | Lutz Heineking junior | Max Bierhals, Tarkan Bagci, Giulia Becker, Patrick Stenzel |
| 13  | Tabu                            | 23. Apr. 2020      | Lutz Heineking junior | Max Bierhals, Tarkan Bagci, Giulia Becker, Patrick Stenzel |
| 14  | Der Zauberer                    | 24. Apr. 2020      | Lutz Heineking junior | Max Bierhals, Tarkan Bagci, Giulia Becker, Patrick Stenzel |
| 15  | Draußen                         | 25. Apr. 2020      | Lutz Heineking junior | Max Bierhals, Tarkan Bagci, Giulia Becker, Patrick Stenzel |

## Rezeption
Die Serie erhielt überwiegend positive Kritiken. Gelobt wurde insbesondere die Leistung von Hauptdarstellerin Lavinia Wilson:

„[…] Von all den Versuchen, das Beste aus der derzeitigen Lage zu machen, ist „Drinnen“ mit Abstand der originellste und unterhaltsamste. […] Die jeweils zehn Minuten kurzen Geschichten imponieren nicht nur durch Kurzweiligkeit, sondern auch durch Kurzfristigkeit. „Drinnen“ ist die perfekte Antwort auf die Corona-Krise: An jedem Werktag entsteht mit ein bis zwei Tagen Vorlauf eine neue Folge, sodass die Autoren auf aktuelle Ereignisse reagieren können. Selten hat die Redensart „aus der Not eine Tugend machen“ so gepasst wie hier, zumal die improvisationsgeschulte Lavinia Wilson ganz in ihrem Element ist. […] Wer bislang noch nicht wusste, was für eine famose Schauspielerin sie ist: Diese One-Woman-Show ist definitiv preiswürdig.“

„[…]  Die Serie mag eine zugespitzte, verkürzte, modellhafte Skizze von Menschen in ihren Dreißigern sein, die eine eigene und eine globale Krise auszubalancieren versuchen und sich dabei in tumben Kleinigkeiten verlieren, aber durch Wilsons Spiel wird Charlotte dieser Charakteristik der Serie gerecht, ohne dass die Figur zu einer Karikatur wird. Ausgefallen und dem Eiltempo zum Trotz ambitioniert ist «Drinnen – Im Internet sind alle gleich» zweifelsohne. Doch es ist auch eine Serie für einen speziellen Geschmack: Die Gags sind oftmals sehr nebensächlich und spielen sich mehrmals rein auf filmemacherischer Ebene ab – und sie erfordern Vorkenntnis des Referenzmaterials.“

Vereinzelt wurde die Vorhersehbarkeit der Geschichte bemängelt:

„[…]  Ansonsten sind es etwas viele Klischees, die in recht wenig Zeit gesteckt werden: Die sture Elterngeneration, denen man die Pandemie erklären muss, die Schwester mit Meditationshintergrund, […] die noch auf Reisen im Dschungel sitzt [und] Charlotte erklären will, dass sie sich entspannen soll, die ins Leere laufenden Tinder-Dates, der Vibrator von der Chefin: Alles etwas sehr überzeichnet und auch nicht ganz unvorhersehbar. Man kann „Drinnen“ im Grunde aber dennoch wenig vorwerfen, weil die Umstände und die irre Aktualität mit der hier produziert (und vor allem geschnitten) wird, kaum einen tiefergehenden Umgang zulassen.“